# Rosgård
Rosgård (dansk) eller Rosgaard (ældre dansk og tysk) er en bebyggelse beliggende midtvejs mellem Oksbøl og Rylskov i det nordlige Angel (Sydslesvig) i Nordtyskland. Administrativt hører stedet under Ves Kommune i Slesvig-Flensborg kreds i den nordtyske delstat Slesvig-Holsten. I kirkelig henseende hører Rosgård under Munkbrarup Sogn. Sognet lå i Munkbrarup Herred, tidligere Husby Herred (Flensborg Amt), da Slesvig var dansk indtil 1864. 
Bebyggelsen er opstået ved parcellering af en mejerigård af samme navn (også Philippsgaard) i 1755. Stednavnet henføres til Rubølled og det forsvundne landsby Rubøl, stedet hed tidligere tilsvarende Rudesgårde. Rudesgårde blev senere til Rosgård eller på angeldansk Rosgåe. I 1582 nævnes her en gård og to kådnersteder. Efter den dansk-tyske krig 1864 blev Rosgård tysk og kom 1871 til Oksbøl, 1959 til Ves kommune. Rosgård var tidligere grænseby til Rylskov Sogn (Husby Herred). 